# Antal György (karnagy)
Antal György (Gyimesbükk, 1917. december 9. – Pécs, 2007. december 12.) pécsi karnagy, a Liszt Ferenc kórus vezetője, több zeneművészeti iskolának is irányítója.

## Életútja
Az erdélyi Csík vármegyében található Gyimesbükkön született. Egyéves korában került Magyarországra, 13 évesen Pécsre.
Felsőfokú tanulmányait előbb a pécsi Püspöki Tanítóképző Intézetben, majd 1940-től 1943-ig a budapesti Zeneakadémia középiskolai, tanítóképző intézeti tanárképző, karnagyképző és orgona szakán végezte. Mesterei Agócsy László, Ádám Jenő, Bárdos Lajos, Halász Béla és Szakolczay-Riegler Ernő voltak.
Két héttel felesége halála után, három nappal 90. születésnapját követően hunyt el.

## Szakmai pályája
1942-től 1949-ig előbb a pécsi tanítóképző, majd a Pedagógiai Főiskola tanára. 1949-től 1952-ig a konzervatórium, majd 1952-től 1967-ig a Pécsi Zeneművészeti Szakiskola igazgatója. 1965-től 1987-ig a Liszt Ferenc Zeneművészeti Főiskola Zenetanárképző Intézete pécsi tagozatának az igazgatója.
Tanítványai voltak többek között Ivasivka Mátyás, Jandó Jenő, Ligeti Andor, Tillai Aurél és Tóth Ferenc is.
1952-től 1956-ig a Filharmónia megbízott pécsi vezetője, valamint a Művészeti Szakiskola és a Vegyeskar vezetője.
Kezdeményezésére alakult meg 1951-ben a Pécsi Szimfonikus Zenekar, nevéhez kötődik a pécsi Liszt Ferenc oratóriumkórus 1954-es megalapítása (melynek karnagya is volt), és a Liszt Ferenc Hangversenyterem megépítése is.
Emlékére – születésének 100., halálának pedig 10. évfordulója évében – termet neveztek el róla a PTE Művészeti Kar Zeneművészeti Intézetében.

## Társadalmi szerepvállalása
- Bárdos Lajos Társaság tagja
- Kodály Zoltán Társaság tagja
- Magyar Zeneművészeti Szövetség dél-dunántúli csoportjának elnöke
- Nemzetközi Händel Társaság tagja

## Kitüntetései
- Liszt Ferenc-díj (1966)
- Munka Érdemrend arany fokozat (1977)
- Grastyán-díj (1993)
- Pro Civitate-díj, Pécs (1997)
- Pro Urbe díj, Pécs
- Közművelődési díj
- Magyar Népköztársaság Csillagrendje
- A Magyar Köztársasági Érdemrend kiskeresztje (1992)